# Paweł Felis
Paweł Felis (ur. 21 lipca 1969 w Kole) – polski ekonomista, doktor habilitowany nauk ekonomicznych, nauczyciel akademicki.

## Życiorys
Jest absolwentem Liceum Ogólnokształcącego im. Kazimierza Wielkiego w Kole (1988). Redagował tam czasopismo szkolne „Licealnik”.
W 1993 ukończył studia na Wydziale Finansów i Statystyki w Szkole Głównej Handlowej (SGH). W tym samym roku podjął pracę na macierzystej uczelni i pracuje tam do dziś. W 2001 uzyskał stopień doktora nauk ekonomicznych w Kolegium Zarządzania i Finansów SGH. Od 16 stycznia 2017 jest doktorem habilitowanym w zakresie ekonomii o specjalności finanse. W tym samym roku objął stanowisko profesora uczelni. Jego wykłady kilkakrotnie znalazły się na liście dziesięciu najwyżej ocenianych przez studentów SGH zajęć dydaktycznych (tzw. lista TOP 10). 24 czerwca 2022 został włączony w poczet wybitnych absolwentów LO im. Kazimierza Wielkiego w Kole, dołączył do szkolnej Galerii Jesteście dla nas wzorem, a także otrzymał srebrną tarczę.
Jego obszar zainteresowań naukowych obejmuje finanse i podatki, ze szczególnym uwzględnieniem podatków majątkowych. Jest redaktorem naczelnym czasopisma „Studia i Analizy Instytutu Finansów“ (od 2023), członkiem kolegium redakcyjnego czasopisma „Studia BAS”, a także członkiem Polskiego Stowarzyszenia Finansów i Bankowości.
Jest autorem i współautorem ponad 100 publikacji naukowych, a także autorem licznych ekspertyz na potrzeby procesu legislacyjnego w Sejmie.

## Wybrane publikacje
- Paweł Felis, Grzegorz Gołębiowski. Tax Expenditures in Local Taxes – an Effective Instrument of Local Tax Policy? The Example of Poland. „Contemporary Economics”. 15/4, 2021.brak numeru strony
- Paweł Felis, Henryk Rosłaniec, Joanna Szlęzak-MAtusewicz. Differentiation of Fiscal Effects of Local Tax Policy in Countries Using Area-Based Property Taxation: the Case of Poland. „Lex Localis-Journal of Local Self-Government”. 19 No. 3, 2021.brak numeru strony
- Paweł Felis, Elżbieta Malinowska-Misiąg, Grzegorz Otczyk, Henryk Rosłaniec: Planowanie dochodów z podatków lokalnych w Polsce. Warszawa: Oficyna Wydawnicza SGH, 2020. ISBN 978-83-8030-409-3. Brak numerów stron w książce
- Paweł Felis, Marcin Jamroży, Joanna Szlęzak-Matusewicz: Podatki i składki w działalności przedsiębiorców. Warszawa: Difin, 2019. ISBN 978-83-8085-817-6. Brak numerów stron w książce
- Paweł Felis, Joanna Szlęzak-Matusewicz (red.): Finansowanie przedsiębiorstwa. Ujęcie teoretyczno-praktyczne. Warszawa: Wolters Kluwer SA, 2014. ISBN 978-83-264-7414-9. Brak numerów stron w książce
- Paweł Felis: Finansowa ocena inwestycji rzeczowych: feasbility study. Warszawa: Difin, 2016. ISBN 978-83-808-5233-4. Brak numerów stron w książce
- Paweł Felis: Elementy teorii i praktyki podatków majątkowych. Poszukiwanie ładu w opodatkowaniu nieruchomości w Polsce z perspektywy przedsiębiorców oraz jednostek samorządu terytorialnego. Warszawa: Oficyna Wydawnicza SGH, 2012. ISBN 978-83-737-8709-4. Brak numerów stron w książce
- Bogusław Pietrzak, Zbigniew Polański, Barbara Woźniak (red.): System finansowy w Polsce. Warszawa: Polskie Wydawnictwo Naukowe, 2008. ISBN 978-83-011-4630-6. Brak numerów stron w książce
- Lech Szyszko, Jan Szczepański (red.): Finanse przedsiębiorstwa. Warszawa: Polskie Wydawnictwo Ekonomiczne, 2007. ISBN 978-83-208-1666-2. Brak numerów stron w książce

## Odznaczenia, nagrody i wyróżnienia
Odznaczenia państwowe i odznaki honorowe
- 2018 – Brązowy Krzyż Zasługi

Nagrody i wyróżnienia
- 1998 – nagroda zespołowa Ministra Edukacji Narodowej za współautorstwo książki System finansowy w Polsce. Lata dziewięćdziesiąte
- 2001 – nagroda Rektora SGH stopnia I za podręcznik Finanse przedsiębiorstwa
- 2002 – indywidualna Rektora SGH stopnia II za pracę doktorską Obciążenia podatkowe i niepodatkowe wyniku finansowego przedsiębiorstw w Polsce w latach 1989-1999
- 2004 – nagroda zespołowa Ministra Edukacji Narodowej i Sportu za współautorstwo książki System finansowy w Polsce
- 2015 – nagroda zespołowa Rektora SGH stopnia III w dziedzinie działalności naukowej za monografię Finansowanie przedsiębiorstwa. Ujęcie teoretyczno-praktyczne

## Hobby
Uprawia biegi (ukończył ponad 20 biegów maratońskich i ultramaratońskich), pływanie i nordic walking (jest m.in. brązowym medalistą mistrzostw Polski nordic walking w Maratonie w kategorii wiekowej i srebrnym medalistą Mistrzostw Polski Nordic Walking w kategorii wiekowej na dystansie 5 km). Kolekcjonuje autografy i rękopisy. Słucha muzyki rockowej i klasycznej.